# Coleoxestia striatepunctata
Coleoxestia striatepunctata là một loài bọ cánh cứng trong họ Cerambycidae.